# Провулок Скульптора Вітрика (Житомир)
Провулок Скульптора Вітрика  — провулок в Богунському районі Житомира. Названий на честь українського скульптора, заслуженого художника України Олександра Вітрика.

## Розташування
Бере початок від вулиці Радивилівської та прямує на південний захід, де закінчується на перетині з провулком Михайла Клименка. Довжина провулку — 170 метрів.

## Історія
До 19 лютого 2016 року називався 5-й Піонерський провулок. Відповідно до розпорядження Житомирського міського голови від 19 лютого 2016 року № 112 «Про перейменування топонімічних об'єктів та демонтаж пам'ятних знаків у м. Житомирі», перейменований на Скульптора Вітрика.